# Bongo (Ethnie)
Die Bongo sind eine afrikanische Ethnie. Der Großteil lebt im Nordwesten Ugandas, ein kleiner Teil im Südsudan in kleinen, weit auseinander liegenden Siedlungen südlich und östlich der Stadt Wau. Sie sind eng mit den Madi und Baka verwandt. Sie leben am östlichen Ufer des Albert-Nils; ihre Nachbarn sind Lugbara und Acholi.
Im 19. Jahrhundert wurden die Bongo von arabischen Sklavenhändlern verfolgt, worüber auch Georg Schweinfurth in seinem Reisebericht Im Herzen von Afrika 1868–1871 berichtete. In den späten 1920er Jahren beschrieb der britische Anthropologe Evans-Pritchard den Lebensstil und die Geschichte des Bongo-Volkes.
Etwa 40 % sind Muslime und ca. 45 % Christen. Nach 2010 wurde ihre Anzahl im Südsudan auf etwa 19.000 geschätzt. Traditionell betreiben sie Hackbau und Viehhaltung.

## Traditionelle Grabskulptur

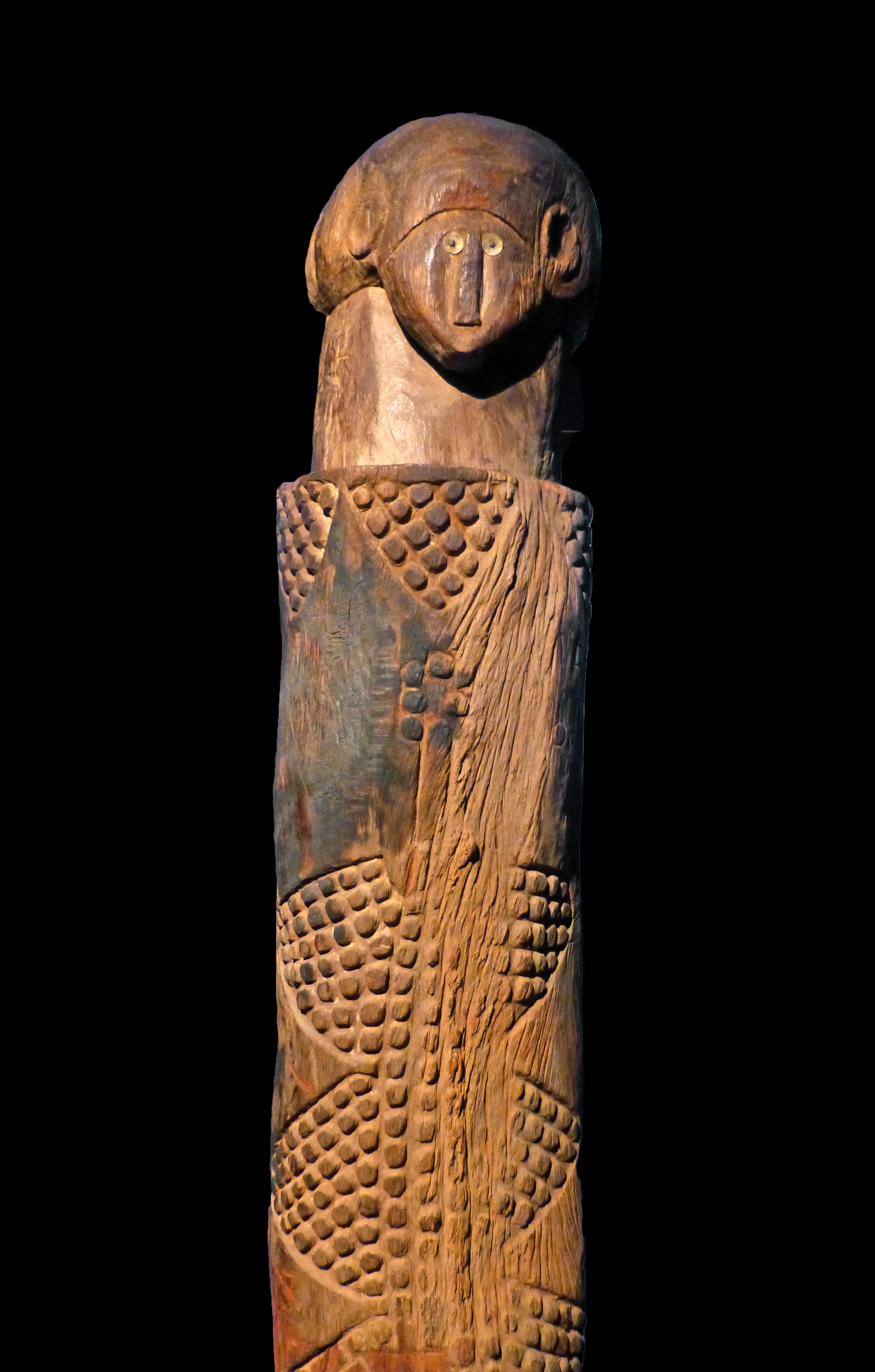
Bongo Grabskulptur im Musée du quai Branly in Paris

Seit den 1970er Jahren wurden großformatige hölzerne Bongo-Grabskulpturen männlicher Figuren für Sammlungen in Europa und den USA erworben und als seltene Beispiele afrikanischer Stammeskunst beschrieben. Der Katalog Bongo - Monumental statuary from Southern Sudan präsentiert Bilder und kunsthistorische Beschreibungen einiger lebensgroßer Statuen. Diese wurden an den Gräbern bedeutender Mitglieder der Bongo-Gemeinden errichtet und stellen eine spezifische künstlerische Tradition dieser Volksgruppe dar. Solche Skulpturen und ihre kulturelle Verwendung wurden vom katholischen Missionar Stefano Santandrea von der Comboni-Mission nach seinem längeren Aufenthalt bei der Bongo-Gemeinde Mitte der 1960er Jahre beschrieben.
Die African Art Collection der Pacific Lutheran University im US-Bundesstaat Washington besitzt eine solche Grabskulptur, und eine weitere mit einer Höhe von 240 cm ist in der Abteilung für afrikanische Kunst des Musée du quai Branly in Paris ausgestellt. Im August 2018 zeigte das Metropolitan Museum of Art in seiner Abteilung für Afrikanische Kunst eine männliche Gedenkskulptur des späten 19. Jahrhunderts. Laut Christian Duponcheel, dem Sammler des Werkes im Südsudan, wurde diese Skulptur "seit 1914 auf einem Markt in der Stadt Tonj aufgestellt, wo Handelsgeschäfte zwischen Bongo- und Nuer-Bevölkerungen stattfanden, um zu helfen, die Handelsbeziehungen harmonisch zu halten."